# HiRISE

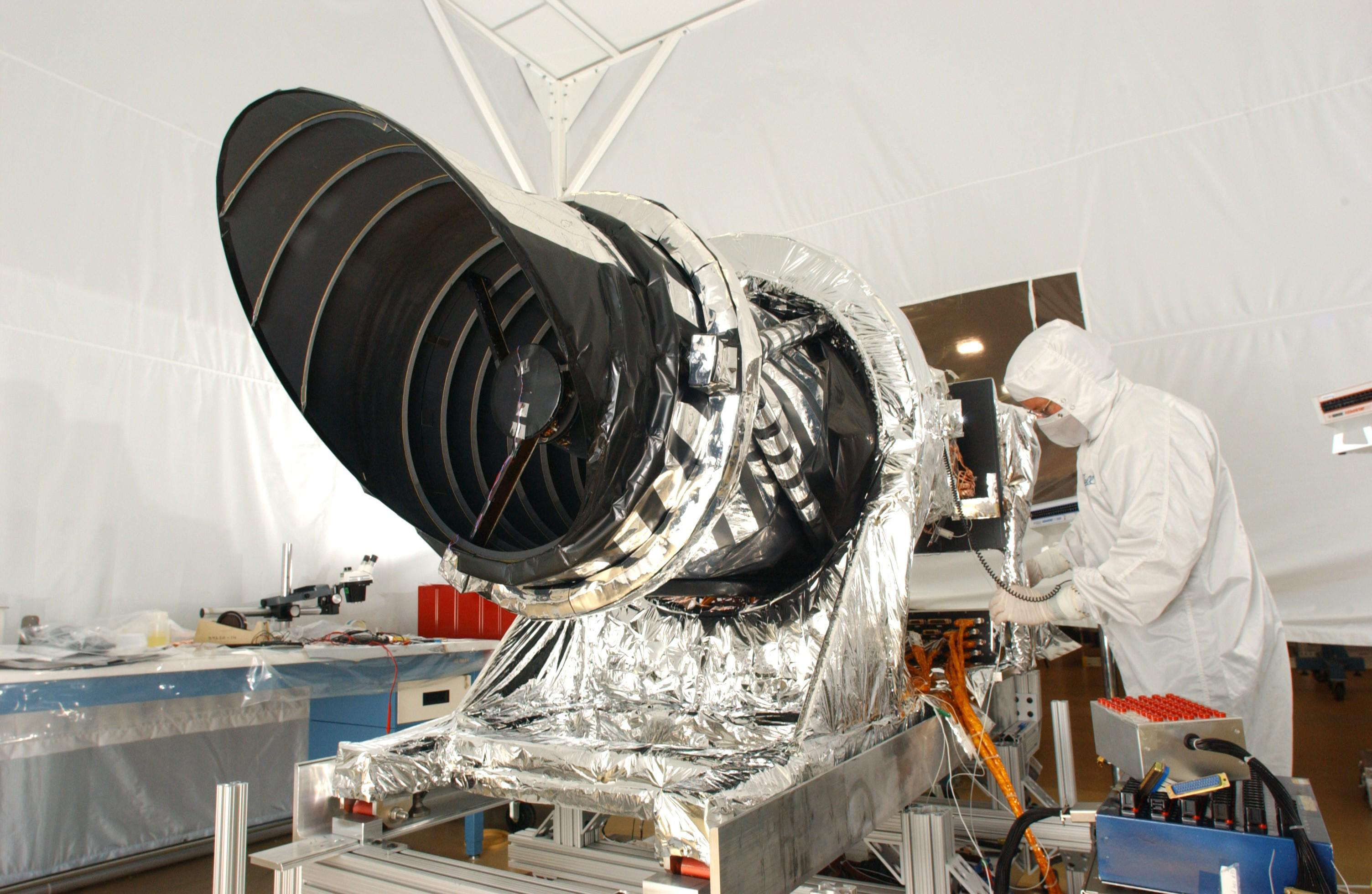
Technik připravuje kameru HiRISE před startem

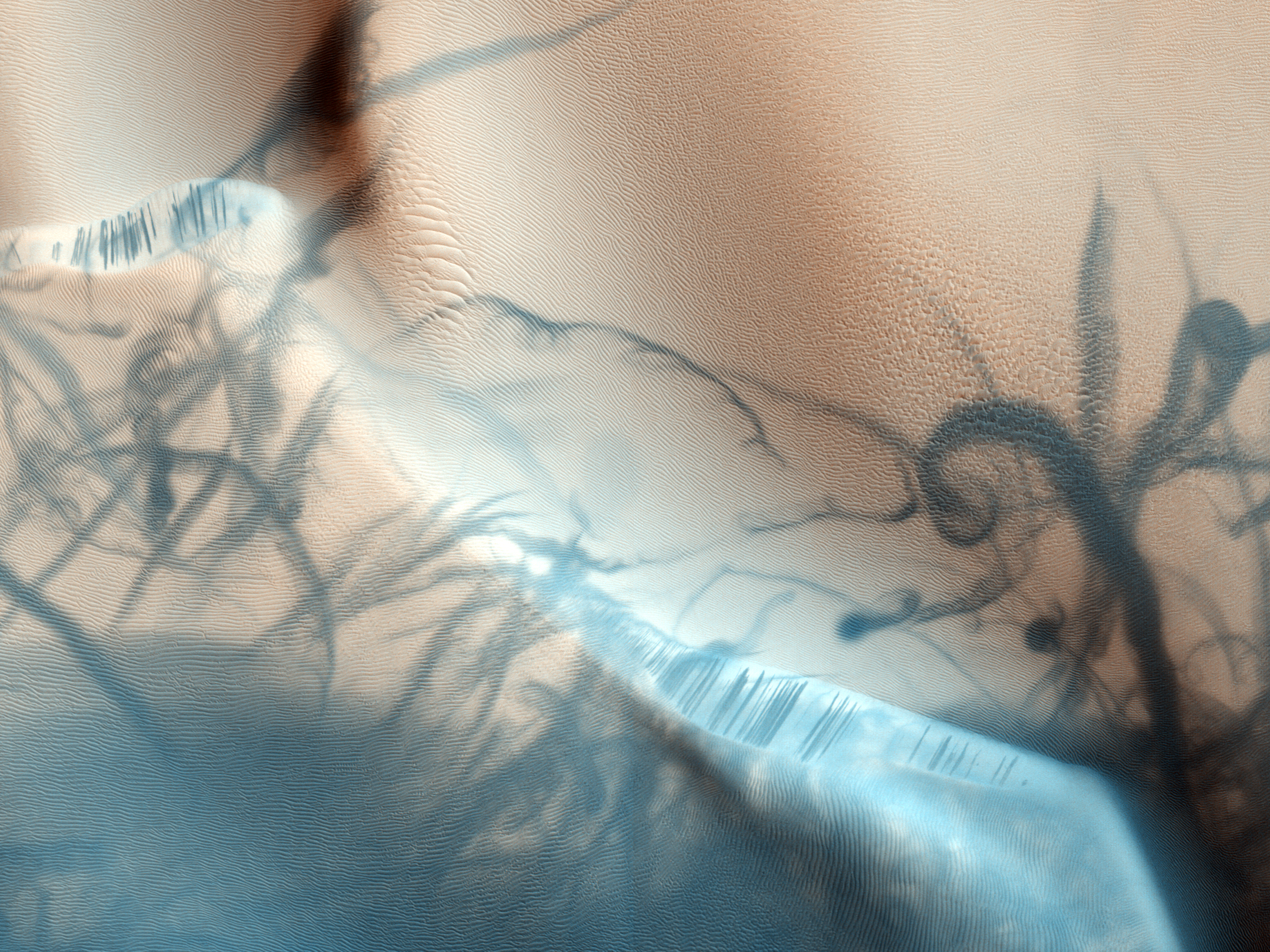
Stopy větrných vírů na marsických písečných dunách

High Resolution Imaging Science Experiment, většinou zkracována jako HiRISE, je polychromatická kamera pracující ve viditelné oblasti světelného spektra s vysokým rozlišením dosahující 30 až 60 cm/pixel, která se nachází na palubě americké planetární sondy Mars Reconnaissance Orbiter kroužící kolem planety Mars. Kamera váží 65 kilogramů a za cenu 40 miliónů amerických dolarů jí sestavila společnost Ball Aerospace & Technologies Corp. pod vedením Lunar and Planetary Laboratory University of Arizona. Její hlavní reflekční zrcadlo má průměr 0,5 metru, jedná se o největší zrcadlo umístěné zatím na misi do hlubokého vesmíru. Velikost zrcadla umožňuje pořizovat snímky objektů, které jsou přes 30 centimetrů velké.
K roku 2010 nasnímala kamera HiRISE okolo 1 % marsovského povrchu s tímto rozlišením. Počátkem roku 2016 bylo pomocí HiRiSE zmapováno celkem 2,4 % povrchu Marsu.
Koncem roku 2017 a počátkem roku 2018 byly snímky pořízené HiRISE rozmazané, v té době se Mars vyskytoval nejdále od slunce. Až 70 % snímků v plném rozlišení bylo rozmazaných. Poté, co se Mars opět přiblížil ke slunci, procento rozmazaných snímků kleslo téměř k nule. To naznačilo, že potíže byly způsobeny tepelným efektem. Snímací zařízení HiRISE je vybaveno aktivním termoregulačním systémem (TCS), který udržuje optickou část dalekohledu při teplotě přibližně 20 °C. Původní řídící software jednotku TCS vypínal během snímání vědeckých snímků na několik vteřin, což nemělo ovlivnit optickou jednotku. HiRISE se v té době potýkala s chybami  některých kanálů AD převodníků, což způsobovalo nežádoucí artefakty na snímcích. Snaha o řešení tohoto problému vedla k deaktivaci TCS na delší dobu. Optická část se pak před snímkováním Marsu nestihla včas ohřát na 20 °C. Chybu způsobující rozmazání snímků se podařilo vyřešit sepnutím TCS i během pořizování snímků.